# Chiesa di San Giuliano (Bologna)
La chiesa di San Giuliano è un edificio di culto cattolico situato in via Santo Stefano, nel centro di Bologna. La chiesa è sede dell'omonima parrocchia del vicariato di Bologna Centro dell'arcidiocesi di Bologna.

## Storia
Esistente già dal XII secolo e amministrata nel quattrocento dai monaci vallombrosani, fu rifatta nelle forme attuali tra il 1778 ed il 1781 su progetto di Angelo Venturoli.
L'interno, a navata unica, custodisce tra le altre opere un Sant'Emidio di Ubaldo Gandolfi del 1781, una Madonna col Bambino e santi di Biagio Pupini. Sui pilastri quattro coppie di Evangelisti e Profeti in stucco opera di Ubaldo Gandolfi, Carlo Prinetti, Petronio Tadolini e Giacomo Rossi. 
Nella cella del bel campanile gugliato (con orologio sul lato verso via Santo Stefano) trova posto un piccolo ed armonioso concerto di 4 campane in tonalità Si3 maggiore (Si3-Do#4-Re#4-Fa#4) opera del fonditore Serafino Golfieri del 1826, montate e suonabili secondo l'uso bolognese.